# Assin Nord
Le district d'Assin Nord est un district ghanéen dans la Région du Centre né le 12 novembre 2003 à la suite d'un décret présidentiel divisant l'Assin en district d'Assin nord et district d'Assin sud.